# Religionsdefinition
Religionsdefinitionen dienen in der Religionswissenschaft und anderen Kultur- oder Sozialwissenschaften dazu, das Phänomen „Religion“ zu definieren, das heißt genau zu bestimmen und gegen andere Phänomene abzugrenzen. Es gibt mittlerweile über hundert Religionsdefinitionen, aber bisher hat sich keine als allgemein anerkannt durchsetzen können.

## Überblick
Der Versuch gilt als problematisch, sofern mit der Definition alles, was gemeinhin unter Religion verstanden wird, abgedeckt werden soll. Das stellt sich als schwierig dar, weil die Komplexität und Unterschiedlichkeit der Religionen kaum eine einheitliche Definition zulässt. Die Bandbreite des Religionsverständnisses geht über die monotheistischen Religionen, wie das Judentum, Christentum oder den Islam, die einen personalen allmächtigen Gott (JHWH, Allah) kennen, über henotheistische Religionen, wie den Hinduismus, der viele, teilweise konkurrierende Gottheiten kennt, bis hin zu Religionen, die keinen bzw. keinen personalen Gott kennen, wie der Buddhismus, der als Religion völlig ohne Gott auskommt. Eingrenzungen des Gegenstandsgebietes können jedoch ebenfalls problematisch sein, insofern diese einer bestimmten kulturellen – zum Beispiel eurozentristischen – Perspektive oder dem Geltungsanspruch einer bestimmten, als idealtypisch gesetzten Religion Vorschub leisten können.
Innerhalb der Vielzahl von Religionsdefinitionen unterscheidet die Religionswissenschaft zwei Kategorien, die substanzialistische Religionsdefinition und die funktionalistische Religionsdefinition. Hinzu kommen schließlich noch kulturwissenschaftliche Ansätze.

### Substanzialistischer Religionsbegriff
Der substanzialistische bzw. essentialistische Religionsbegriff bezieht sich auf inhaltliche Merkmale von Religion, da die Definition vom Wesen der Religion abgeleitet wird und damit die wesentlichen Attribute von Religion charakterisiert werden sollen. Er begreift Religion als etwas, das sich auf das Heilige, das Transzendente, Das Absolute, das Numinose oder das Allumfassende bezieht. Allgemeine substanzialistische Definitionen von Religion beziehen Religion auf die Auseinandersetzung des Menschen mit einer numinosen Macht oder den Glauben an übernatürliche Wesen. Zu den klassischen Definitionen von Religion zählt die von Gustav Mensching: „Religion ist erlebnishafte Begegnung mit dem Heiligen und antwortendes Handeln des vom Heiligen bestimmten Menschen“. Vertreter des substantialistischen Religionsbegriffes sind beispielsweise Rudolf Otto, mit seiner Definition des Heiligen als irrationaler Dimension, Friedrich Schleiermacher mit seiner Bestimmung, das Wesen der Religion sei „weder Denken noch Handeln, sondern Anschauung und Gefühl“ und Mircea Eliade, der sich auf Hierophanie und eine Dialektik zwischen heilig und profan bezieht. Nathan Söderblom, auch ein Vertreter des substanzialistischen Religionsbegriffes, begreift das Wesen der Religion als Macht und das Machtvolle, das Grundlage einer Religion sei, nicht hingegen die Gottheit.
Ein Forschungsfeld, das sich explizit mit dem Wesen der Religion auseinandersetzt, ist die Religionsphänomenologie. Ein Vertreter dieser Richtung ist beispielsweise Geo Widengren. Ein anderer Religionsphänomenologe, Gerardus van der Leeuw, definierte Religion gleichfalls als das Erleben von überlegener Macht, welche persönlich oder unpersönlich sein könne. Mit der Definition von Religion über den Begriff des Machtvollen wird das Problem, ob Buddhismus, der sich nicht auf Gottheiten bezieht, eine Religion sei, nicht gelöst, denn im Buddhismus gibt es die Vorstellung von einer absoluten oder transzendenten Macht und der Unterordnung unter diese nicht.
Der substanzialistische Religionsbegriff war immer wieder Kritik ausgesetzt, da er in die Gegenstandsdefinition den Inhalt dessen, was definiert werden soll, übernimmt.
Bernhard Uhde und Markus Enders entwickelten folgende Religionsdefinition, die die fünf Weltreligionen (Christentum, Islam, Hinduismus, Buddhismus, Judentum) formal umfassen soll: Religionen haben ihren Entstehungsgrund in dem Mangel an anwesender, d. h. reiner Gegenwart, der alles irdische, raumzeitliche Dasein des Menschen kennzeichnet. Der der Religion eigentümliche Inhalt ist die Voraussetzung einer Instanz, die diesen Mangel zu tilgen vermag – was nur eine Wirklichkeit vermag, die selbst reine Gegenwart, also absolute Einheit ist. Religion fordert daher (explizit oder implizit) die lebenslange und alle Lebensvollzüge umgreifende Einübung darin, der Herrschaft dieser Einheit über alles Viele zu entsprechen, indem der selbstbezogene Eigenwille des Menschen (explizit oder implizit) an jenes einfache Prinzip, das den menschlichen Mangel an anwesender Gegenwart zu tilgen vermag, übereignet wird. Da man auch anders, z. B. gleichgültig, mit diesem Mangel umgehen kann und der religiöse Umgang der Zustimmung des eigenen Willens bedarf, ist nicht jeder Mensch religiös.

### Funktionalistischer Religionsbegriff
Der funktionalistische Religionsbegriff definiert Religion über die Funktion. Er geht davon aus, dass Religion für das Individuum und die Gesellschaft eine prägende Rolle spielt und diese mitgestaltet. Religion wird hier über die soziale Funktion, d. h., in Bezug auf gesellschaftliche und individuelle Zusammenhänge, definiert. Vertreter der funktionalistischen Religionsdefinition sind Émile Durkheim, Ninian Smart und Thomas Luckmann. Durkheim definiert Religion als solidarisches System von Überzeugungen und Praktiken, die sich auf heilige Überzeugungen und Praktiken beziehen, die in einer moralischen Gemeinschaft, z. B. einer Kirche, alle Personen vereint, die ihr angehören.
Funktionalistische Religionsdefinitionen sind durch einen großen Umfang gekennzeichnet, sodass sie oftmals auch auf Phänomene bezogen werden können, die normalerweise als nicht-religiös verstanden werden, zum Beispiel Kunst, Sport oder politische Überzeugungen. Die Religionssoziologie arbeitet im Allgemeinen mit einem funktionalistischen Begriff von Religion und bezieht in ihre Forschungen auch diese quasireligiösen Bereiche mit ein.
Typische Religionsfunktionen sind erstens die Reduktion von Angst bzw. die emotionale Stabilisierung des Individuums. Eine zweite Funktion ist die Vermittlung von Sinn für den Einzelnen und die Gesellschaft. Drittens hat Religion die Funktion, ethisch-moralische Werte zu vermitteln. Besonders die dritte Funktion der Vermittlung eines Wertsystems wird heute von außen sehr begrüßt und ist sicherlich ein Grund, warum es in manchen Ländern – wie etwa in Deutschland – Religion immer noch als ein ordentliches Schulfach gibt und das Ersatzfach dazu Ethik lautet.
Eine kritische Position zur Funktionalität haben insbesondere die Religionskritiker der Aufklärung erarbeitet. Einige funktionalistische Religionsdefinitionen werden auch kulturalistisch genannt, da sie aus den Kulturwissenschaften stammen. Diese versuchen sowohl die anthropologischen als auch die soziologischen Definitionen zu integrieren. Die bekannteste kulturalistische Religionsdefinition stammt von Clifford Geertz. Gemäß Geertz ist Religion ein Symbolsystem, dessen Ziel es ist, starke, umfassende und dauerhafte Stimmungen und Motivationen im Menschen zu erzeugen, indem Vorstellungen einer allgemeinen Seinsordnung formuliert werden, die mit einer solchen Aura von Faktizität umgeben werden, dass die Stimmungen und Motivationen vollkommen der Realität zu entsprechen scheinen.
Auch multidimensionale Religionsdefinitionen werden als funktionalistisch angesehen, wobei diese Ansätze mindestens drei Dimensionen unterscheiden: die Glaubensüberzeugungen, die Praktiken und die Gemeinschaft, also eine theoretische, eine praktische und eine soziale Dimension. Ninian Smart unterscheidet sieben Dimensionen von Religion. Die multidimensionalen Definitionen sind jedoch eigentlich keine Definitionen, sondern eher Beschreibungen von Aspekten, die bei den meisten Religionen gegeben sind.
Den Vermittlungsaspekt berücksichtigt Udo Tworuschka (Universität Jena) in seiner Definition: Gegenstand der Religionswissenschaft sind die „konkreten Religionen der Vergangenheit und Gegenwart. Dabei tritt dem Religionswissenschaftler Religion immer als ein Ganzes mit verschiedenen Dimensionen entgegen: Gemeinschaft, Handlungen, Lehren, Erfahrungen. Die Erforschung der Religion(en) erfordert die angemessene Berücksichtigung der Beziehungen der Religionen zueinander, ihrer Vorstellungen voneinander, der politisch-ökonomisch-sozialen Determinanten sowie ihrer vielfältigen Vermittlungen“.

### Kulturwissenschaftlicher Ansatz zum Religionsbegriff
In einer global vernetzten Welt wird ungeachtet des Scheiterns von substanzialistischen oder funktionalistischen Religionsdefinitionen von einem konsensfähigen zeitgenössischen Alltagsverständnis von Religion ausgegangen. Dieses allgemeine Verständnis wird auch die „unerklärte Religion“ genannt, die sich auf religiöse Prototypen, wie das Christentum, das Judentum und den Islam bezieht. Somit ist das heutige westliche Religionsverständnis mit der Zeit historisch erwachsen und kann als ein Ausgangspunkt für die Religionswissenschaft gesehen werden, welche den Gegenstand ihrer Analyse, nämlich die Religion, wegen der Fluidität des Begriffes und seiner kontingenten historischen Zuschreibung nicht definieren darf. Michael Bergunder historisiert den Gegenstandsbereich „Religion“ mit dem theoretischen Konzept der Genealogie: Bezogen auf Michel Foucault wird von der Kontingenz aller geschichtlichen Ereignisse ausgegangen und jede teleologische Perspektive ausgeschlossen. Nachdem kein Sprung in die Vergangenheit erfolgen kann, muss zunächst vom Hier und Jetzt ausgegangen werden. Unter Umdrehung des Zeitstrahls können somit Kontinuitäten und Diskontinuitäten des Begriffes „Religion“ im Sinne von Jacques Derrida dekontextualisiert werden. Genealogisch zeigt sich, dass der konsensfähige zeitgenössische Religionsbegriff sich erst in der Auseinandersetzung mit den Naturwissenschaften und der Entdeckung der Religionsgeschichte in Folge der Kolonialisierung entwickelt hat. Diese Entwicklung fand in der zweiten Hälfte des 19. Jahrhunderts statt. Im Rückgriff auf Überlegungen der Postkolonialen Theorie muss die Entwicklung dieses neuen „Religionsbegriffes“ im Zusammenhang mit globalen Verflechtungen und Rezeptionen der kolonialisierten Subjekte gelesen werden, um einer rein eurozentrischen Betrachtungsweise zu entgehen.
Sprachwissenschaftlich lässt sich eine solche Fluidität von Begriffen mit der Theorie Ernesto Laclaus begründen. Demnach liegt einem Begriff keine invariante Referenz zugrunde. „Religion“ muss in einem bestimmten Diskursfeld als leerer Signifikant gesehen werden. Dieser entspricht einem Knotenpunkt zunächst differenter Signifikationen, deren Differenz im jeweiligen Diskurs äquivalent gesetzt wird. Historisch kann diese Fluidität des Religionsbegriffes im Konzept des Postkolonialismus begründet werden. Nach der von Edward Said angestoßenen Orientalismus-Debatte wurde in den postkolonialen Studien die globale Verflechtungsgeschichte betont, in deren Folge Allgemeinbegriffe wie auch „Religion“ nicht mehr unter einer eurozentristischen Perspektive gesehen werden können. Das heutige Alltagsverständnis von Religion entspricht einem – synchronen – diskursiven Netzwerk „Religion“. Diachron lässt sich eine entsprechende Traditions- und Rezeptionslinie in Kontinuität genealogisch nur bis in die zweite Hälfte des 19. Jahrhunderts zurückverfolgen.

## Beispiel Hinduismus
Der Hinduismus ist ein gutes Beispiel für die Problematik des Religionsbegriffes: Religion ist wie alle Begriffe mit vorgefassten Ideen und Vorstellungen verbunden. Wir brauchen Begriffe, um Themen und Konzepte zu kategorisieren. Viele Religionsdefinitionen werden dem Hinduismus schon deshalb nicht gerecht, weil es sich dabei nicht um ein einheitliches „Phänomen“ handelt, sondern um eine Vielzahl heiliger Schriften, Glaubenslehren, Götterwelten und Rituale. Sie teilen sich zwar gemeinsame Traditionen und Vorstellungen und beeinflussen sich gegenseitig, weisen aber auch große Unterschiede auf.
Der Indologe Heinrich von Stietencron schlägt vor diesem Hintergrund für „Religion/en“ zwei verschiedene Definitionen vor:
1. Allgemein: Religion (Singular) ist ein allgemeiner Begriff für menschliche Versuche, auf allen Ebenen und zu allen Zeiten mit dem Göttlichen zu kommunizieren. Als Konzept setzt dies kulturübergreifende Universalien in der menschlichen Natur voraus.
2. Spezifisch: Religionen (Plural) – und darunter jede einzelne Religion, die durch einen spezifizierenden Begriff definiert ist, wie griechische Religion, römische Religion, Judentum, Christentum […] – sind Konkretisierungen religiöser Systeme in Raum und Zeit und daher unterschiedliche historische Phänomene.